# Querétaro FC
Querétaro Fútbol Club – meksykański klub piłkarski z siedzibą w mieście Querétaro, stolicy stanu Querétaro. Występuje w rozgrywkach Liga MX. Domowe mecze rozgrywa na obiekcie Estadio Corregidora.

## Osiągnięcia

### Krajowe
- Liga MX

| zwycięstwo (0):     | –        |
| drugie miejsce (1): | 2015 (C) |

- Copa MX

| zwycięstwo (1):     | 2016 (A) |
| drugie miejsce (0): | –        |

- Supercopa MX

| zwycięstwo (1):     | 2017 |
| drugie miejsce (0): | –    |

## Aktualny skład
Stan na 16 lutego 2025.
| Nr | Poz. | Piłkarz                 |
| -- | ---- | ----------------------- |
| 2  | OB   | Omar Mendoza            |
| 3  | OB   | Óscar Manzanárez        |
| 4  | OB   | Franco Russo            |
| 5  | PO   | Kevin Escamilla         |
| 6  | OB   | José Canale             |
| 7  | NA   | Adonis Preciado         |
| 8  | NA   | Pablo Barrera (kapitan) |
| 9  | NA   | Brian Rubio             |
| 10 | PO   | Lucas Rodríguez         |
| 11 | NA   | Alan Medina             |
| 12 | PO   | Jaime Gómez             |
| 13 | PO   | Eduardo Armenta         |
| 14 | PO   | Federico Lértora        |
| 15 | NA   | Christian Castillo      |

| Nr | Poz. | Piłkarz           |
| -- | ---- | ----------------- |
| 16 | PO   | Ángel Zapata      |
| 17 | OB   | Francisco Venegas |
| 18 | NA   | Ronaldo Cisneros  |
| 19 | NA   | Josué Colmán      |
| 21 | PO   | Fernando González |
| 23 | BR   | Salim Hernández   |
| 25 | BR   | Guillermo Allison |
| 26 | OB   | Jonathan Perlaza  |
| 27 | NA   | Daniel López      |
| 28 | PO   | Rodrigo Bogarín   |
| 29 | NA   | Bruce El-Mesmari  |
| 30 | OB   | Jesús Piñuelas    |
| 32 | NA   | Carlos Valenzuela |
| 33 | OB   | Pablo Ortiz       |